# گلنوود، شهرستان هارفورد، مریلند
گلنوود (به انگلیسی: Glenwood) یک منطقهٔ مسکونی در ایالات متحده آمریکا است که در شهرستان هارفورد، مریلند واقع شده‌است. گلنوود ۹۲٫۰۵ متر بالاتر از سطح دریا واقع شده‌است.